# أندرو نيويل (متزحلق)
أندرو نيويل (بالإنجليزية: Andrew Newell) هو متزحلق أمريكي، ولد في 30 نوفمبر 1983 في بينينغتون في الولايات المتحدة.

## وصلات خارجية
- الموقع الرسمي
- أندرو نيويل على موقع الاتحاد الدولي للتزلج (التزلج الريفي) (الإنجليزية)
- أندرو نيويل على موقع اللجنة الأولمبية الدولية (الإنجليزية)
- أندرو نيويل على موقع أوليمبيديا (الإنجليزية)
- أندرو نيويل على موقع اللجنة الأولمبية والبارالمبية الأمريكية (الإنجليزية)